# 康博偉
康博偉（英語：David Ian Campbell、1958年7月9日—），英國外交官，自2013年起擔任英國駐汶萊高級專員（大使），此前曾任英國在台辦事處前身機構「英國貿易文化辦事處」處長、駐澳洲副高級專員（副大使）、駐新加坡副高級專員、駐菲律賓大使館副館長等職。